# 英亩-英尺
英畝-英尺是一個美國常用的非SI體積單位，通常用來量度大型水資源，比如水库、引水道、运河、下水道流量、灌溉水、以及河的流量。 
一英畝-英尺約等於一個25（82英尺）長、16（52英尺）寬、3（9.8英尺）米深的八道標準游泳池的容量。 

## 定義
顧名思義，一英畝-英尺是底面積為一英亩，高為一英尺的長方體的體積。 
由於一英畝等於一链乘以一浪（即66英尺 × 660英尺或20.12米 × 201.17米），一英畝-英尺等於43,560立方英尺（1,233.5立方）。 
英畝-英尺有兩個定義（相差大約0.0006%），取決於所用的英尺是國際英尺（0.3048米）還是美國測量英尺（1200⁄3937 米，約等於0.30480061 米）。 
| 1 英畝-英尺         | = 43,560 立方英尺 = 75,271,680 立方英寸 |
| 1 國際英畝-英尺     | = 43,560 國際立方英尺                   |
|                     | = 1,233.48183754752 m3                  |
|                     | ≈ 271,328.072596英制加侖                |
|                     | = 325,8513⁄7美制加侖                    |
| 1 美國測量英畝-英尺 | = 43,560 美國測量立方英尺               |
|                     | ≈ 1233.4892384681 m3                    |
|                     | ≈ 271,329.700571英制加侖                |
|                     | ≈ 325,853.383688美制加侖                |

## 應用
美國水管理有一條经验法则說，一個郊區家庭預計每年用一英畝-英尺的水。在美國西南部沙漠的某些地區中，節約用水被鼓勵甚至實施，在這種情況下一個普通家庭每年只用大約0.25英畝-英尺的水。一英畝-英尺每年約等於3.38 m3/d（119 cu ft/d）。 
在美國歷史上，許多水管理協定都使用英畝-英尺（確切的說，一英畝-英尺每年），例如，《科羅拉多河協議》（Colorado River Compact）將1500萬英畝-英尺每年（590立方米每秒）分給七個美國西部州。 
美國水庫的容量通常以千英畝-英尺表達，縮寫為TAF或KAF。 
除了美國之外，世界上大部分國家都採用公制，用公升、立方米或立方千米表達水的體積。一英畝-英尺約等於1.233兆升。大型水域可能會用立方千米（1,000,000,000 m3或1000吉升）量度，而100萬英畝-英尺約等於1.233 km3。 